# Abramok, Novohrad-Volînskîi
Abramok (în ucraineană Абрамок) este un sat în comuna Tupalți din raionul Novohrad-Volînskîi, regiunea Jîtomîr, Ucraina.

## Demografie
Componența lingvistică a localității Abramok
     Ucraineană (100%)
Conform recensământului din anul 2001, toată populația localității Abramok era vorbitoare de ucraineană (100%).